# 마르크 바르트라
마르크 바르트라 아르갈(스페인어: Marc Bartra Aregall, 1991년 1월 15일 ~ )은 스페인 출신의 축구 선수이며, 현재 베티스에서 뛰고 있다. 포지션은 센터백이다.